# Strojnogłowik półobrożny
Strojnogłowik półobrożny (Arremon semitorquatus) – gatunek małego ptaka z rodziny pasówek (Passerellidae). Opisany po raz pierwszy w 1838. Występuje na obszarach wilgotnych górskich lasów liściastych w pasie gór przyatlantyckich w południowej Brazylii. Jest gatunkiem najmniejszej troski.

## Systematyka
Gatunek ten po raz pierwszy zgodnie z zasadami nazewnictwa binominalnego opisał William Swainson. Opis ukazał się w 1838 roku w 98. tomie The cabinet cyclopedia „Animals in menageries”. Jako miejsce typowe autor wskazał Brazylię; w 1912 roku Berlepsch uściślił, że chodziło o stan Rio de Janeiro. Do 2003 roku strojnogłowik półobrożny był uznawany za podgatunek strojnogłowika amazońskiego (Arremon taciturnus), kiedy to South American Classification Committee przegłosował wyodrębnienie go do osobnego gatunku Arremon semitorquatus. Nie wyróżnia się podgatunków.

### Etymologia
- Arremon: gr. αρρημων arrhēmōn, αρρημονος arrhēmonos „cichy, bez mowy”, od negatywnego przedrostka α- a-; ῥημων rhēmōn, ῥημονος rhēmonos „mówca”, od ερω erō „będę mówić”, od λεγω legō „mówić”[11].
- semitorquatus: łac. semitorquatus – półkołnierz; łac. semi – pół; łac. torquatus – kołnierzyk[12].

## Morfologia
Nieduży ptak ze średniej wielkości, charakterystycznym dwukolorowym dziobem z czarną górną szczęką i pomarańczowo-żółtą żuchwą. Tęczówki ciemne, czerwonobrązowe. Nogi od różowych do szarych. Głowa czarna z kończącymi się na szarym karku białymi pasemkami. Głowa kontrastuje z białym gardłem i podgardlem. Poniżej nich czarna półopaska. Prawie nie występuje dymorfizm płciowy. Dolna część ciała jasna, u samców środek piersi i brzuch biały, boki szarawe, u samic zazwyczaj białokremowa. Górne części ciała w większości oliwkowozielone, ogon także w kolorze oliwkowozielonym. Młode osobniki są nieco ciemniej ubarwione. Długość ciała z ogonem 15 cm, masa ciała 22–28 g.

## Zasięg występowania
Strojnogłowik półobrożny jest endemitem Mata Atlântica, występującym zazwyczaj w przedziale wysokości od 300 m n.p.m. do 1000 m n.p.m. Jest gatunkiem osiadłym. Jego zasięg występowania według szacunków organizacji BirdLife International obejmuje 472 tys. km². Występuje w górskich obszarach lasu atlantyckiego w południowo-wschodniej Brazylii (we wschodnim Minas Gerais i Espírito Santo na południe do północno-środkowej części stanu Paraná i północno-wschodniej części Rio Grande do Sul).

## Ekologia
Głównym habitatem strojnogłowika półobrożnego jest podszyt i runo lasów górskich i lasów wtórnych, występuje także na zarośniętych polach i ogrodach. Najczęściej jest spotykany w wąwozach z gęstym zakrzewieniem. 
Brak szczegółowych informacji o diecie tego gatunku. Żeruje na ziemi, poszukując pożywienia w ściółce. Występuje zazwyczaj pojedynczo, czasem w parach lub grupach rodzinnych. Długość pokolenia jest określana na 3,8 lat.

### Rozmnażanie
Informacje o rozmnażaniu i gniazdowaniu tego gatunku są bardzo skąpe. Sezon lęgowy prawdopodobnie ma miejsce od września do grudnia. Gniazda buduje bezpośrednio na ziemi lub tuż nad nią. Gniazdo ma formę masywnej kuli zbudowanej z gałązek, suchych traw i suchych liści. W lęgu 2 białawe jaja z brązowawymi plamkami.

## Status
W Czerwonej księdze gatunków zagrożonych IUCN strojnogłowik półobrożny jest klasyfikowany jako gatunek najmniejszej troski (LC – Least Concern). Liczebność populacji nie została oszacowana, ale ptak ten jest opisywany jako niepospolity, tylko lokalnie dość pospolity. Ze względu na kurczenie się naturalnego habitatu, BirdLife International uznaje trend liczebności populacji za spadkowy.